# Radosław Wojtaszek
Radosław Wojtaszek je polský šachista, který v roce 2005 obdržel titul šachového velmistra (GM). Jeho nejvyšší dosažená hodnota Elo je 2750, toto hodnocení měl v lednu 2017 a tehdy byl na světovém žebříčku FIDE 18, přičemž nejvýše byl na tomtoi žebříčku 16. Wojtaszek je zároveň trojnásobným vítězem polského šachového šampionátu – zvítězil v letech 2005, 2014 a 2016. Působil jako sekundant Višvanáthana Ánanda na 5 mistrovstvích světa, a to v letech 2008, 2010, 2012, 2013 a 2014.
V lednu 2015 se zúčastnil šachového turnaje ve Wijku aan Zee. Skončil zde devátý z patnácti a jako jediný z účastníků zde porazil mistra světa Carslena a světovou dvojku Fabiana Caruanu. Vícekrát hrál v českých šachových soutěžích, mj. za 1. Novoborský ŠK.